# آیرون گلکسی
آیرون گلکسی (انگلیسی: Iron Galaxy) شرکت بازی ویدئویی آمریکایی است، که در سال ۲۰۰۸ تأسیس شد.